# فیلیپه روزس
فیلیپه روزس (انگلیسی: Felipe Rosas؛ ۵ فوریهٔ ۱۹۱۰ – ۱۷ ژوئن ۱۹۸۶) یک بازیکن فوتبال اهل مکزیک بود.
وی همچنین در تیم ملی فوتبال مکزیک بازی کرده‌است.